# 小谷利明
小谷 利明（こたに としあき、1958年 - ）は、日本の歴史家。大阪府八尾市立歴史民俗資料館長。河内守護畠山氏に関する研究がある。

## 略歴
1958年、群馬県生まれ。1982年、関西大学文学部史学地理学科卒業。1985年、佛教大学大学院文学研究科日本史学専攻博士課程前期終了。1987年、八尾市立歴史民俗資料館勤務。のち、同館長。
大学時代、鎌倉時代の社会経済史を研究する。大学院では中世武家文書、神道史、仏教史を学び、京都市歴史資料館で京都市史編さん助手を務める。八尾市立歴史民俗資料館に就職後、河内畠山氏の菩提寺である真観寺と庶民信仰で著名な常光寺の解明のため、守護文書論と庶民信仰研究を開始。その後、地域論や都市、真宗史についての研究を始めた。2004年、関西大学で博士（文学）の学位を取得した。

## 著書

### 単著
- 『真観寺文書の研究』八尾市立歴史民俗資料館、2001年。
- 『畿内戦国期守護と地域社会』清文堂出版、2003年。
- 『福井山慈眼寺図録』真宗大谷派慈願寺、2018年。

### 共編著
- 『史料京都の歴史 左京区編』共著、平凡社、1985年。
- 『慈願寺史 七百年の歩み』共著、真宗大谷派慈願寺、2001年。
- 『大阪狭山市史 第2巻 史料編 古代・中世』共著、大阪狭山市役所、2002年。
- 『大阪狭山市史 第1巻 本文編 通史』共著、大阪狭山市、2014年。
- 『南近畿の戦国時代 躍動する武士・寺社・民衆』弓倉弘年共編、戎光祥出版〈戎光祥中世史論集 第5巻〉、2017年。